# Kingston Lacy

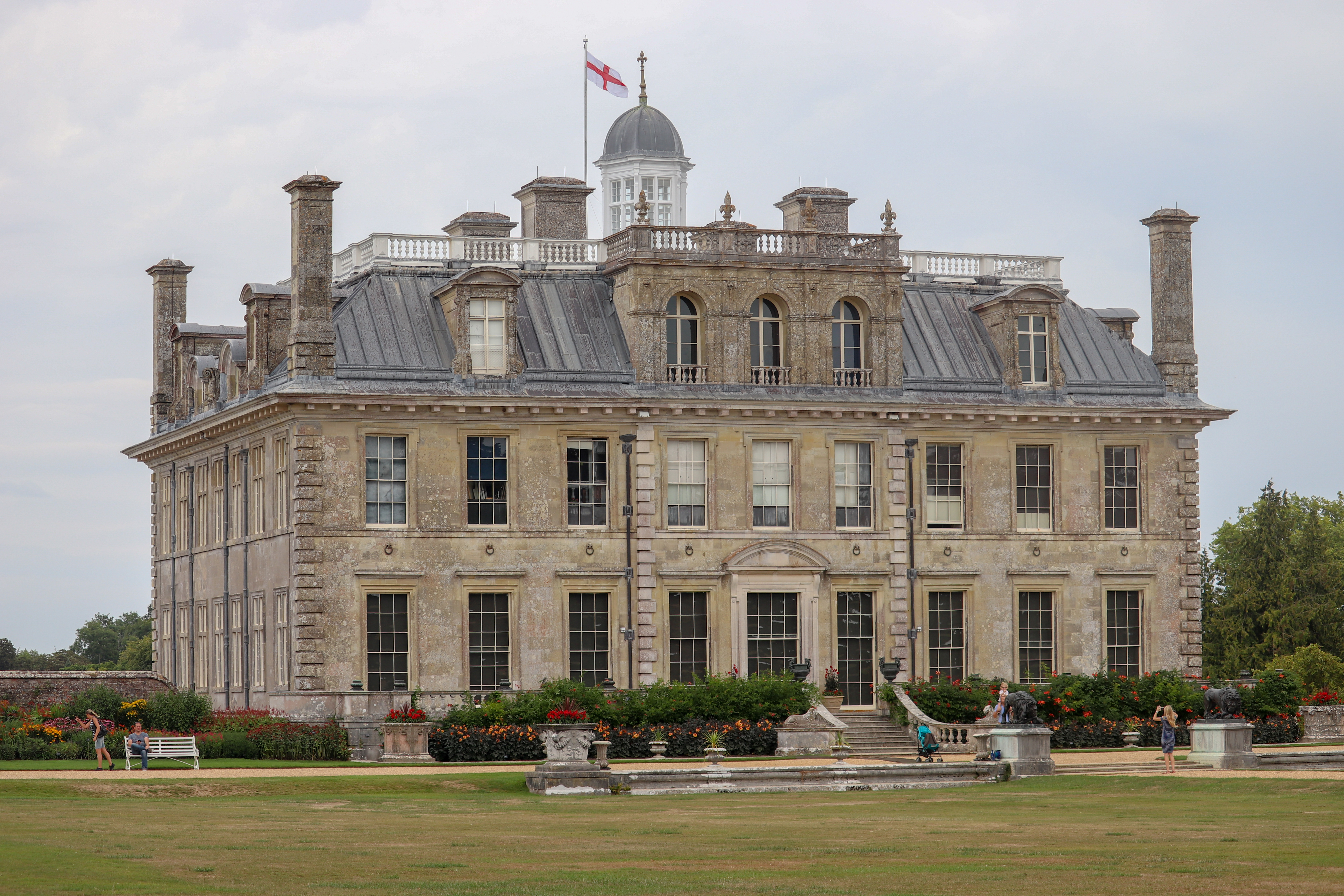
Fachadas sul e oeste de Kingston Lacy, um palácio construído entre 1663 e 1665

Kingston Lacy é um palácio rural e propriedade próximo de Wimborne Minster, Dorset, Inglaterra.
Entre o século XVII e o final do XX (de 1663 a 1981) foi a sede da família Bankes, que já vivia anteriormente na região, no Corfe Castle, até à destruição daquele edifício durante a Guerra Civil Inglesa, depois dos seus proprietários, Sir John Bankes e Dame Mary, se juntarem ao lado de Carlos I. Aquele casal possuía uns 32 km² (8.000 acres) de campos situados no interior e na costa em volta de Dorset.
Actualmente, Kingston Lacy está na posse do National Trust (Instituto Nacional para Lugares de Interesse Histórico ou Beleza Natural). É um listed building classificado com o Grau I.

## História

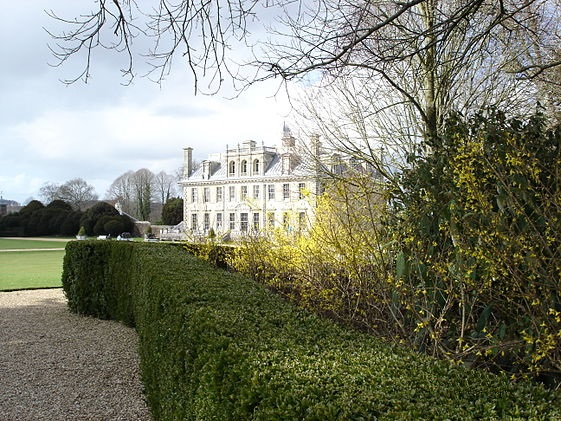
Kingston Lacy visto dos jardins

Kingston Lacy toma o nome dos seus antigos senhores, os Lacy, Condes de Lincoln, que possuíram esta propriedade juntamente com as de Shapwick e Blandford (Massachusetts).
Sir John Bankes, Attorney General (Procurador Geral) de Carlos I, adquiriu o Corfe Castle em 1634, ao qual somou a propriedade de Kingston Lacy no ano seguinte. Durante Guerra Civil Inglesa (1642-1651), os Bankes mantiveram-se fiéis ao partido realista, pelo que o seu castelo acabou por ser muito danificado pelos cercos das tropas parlamentaristas. No final do conflito, Sir John Bankes optou por não reconstruí-lo e escolheu um novo local para a residência da família na Herdade de Lacy. No entanto, o palácio acabou por ser pago e terminado pelo seu filho, Ralph Bankes. Aquando da Restauração da Monarquia, Sir Ralph Bankes foi feito cavaleiro pela sua lealdade à Coroa. Em 1663, Sir Ralph decidiu construir uma nova residência nos seus terrenos de Kingston Lacy. O edifício original foi desenhado por Sir Roger Pratt, a quem Sir Ralph confiou o planeamento, e construído entre 1663 e 1665, com interiores influenciados por Inigo Jones mas executados pelo seu herdeiro, John Webb. Por muitos anos, acreditou-se que o palácio tinha sido inteiramente construído por Jones, pela semelhança com a obra daquele notável arquitecto, até que foram descobertos os planos de Webb. Este palácio seria remodelado posteriormente em várias ocasiões, mas ainda conserva a pinacoteca reunida então.

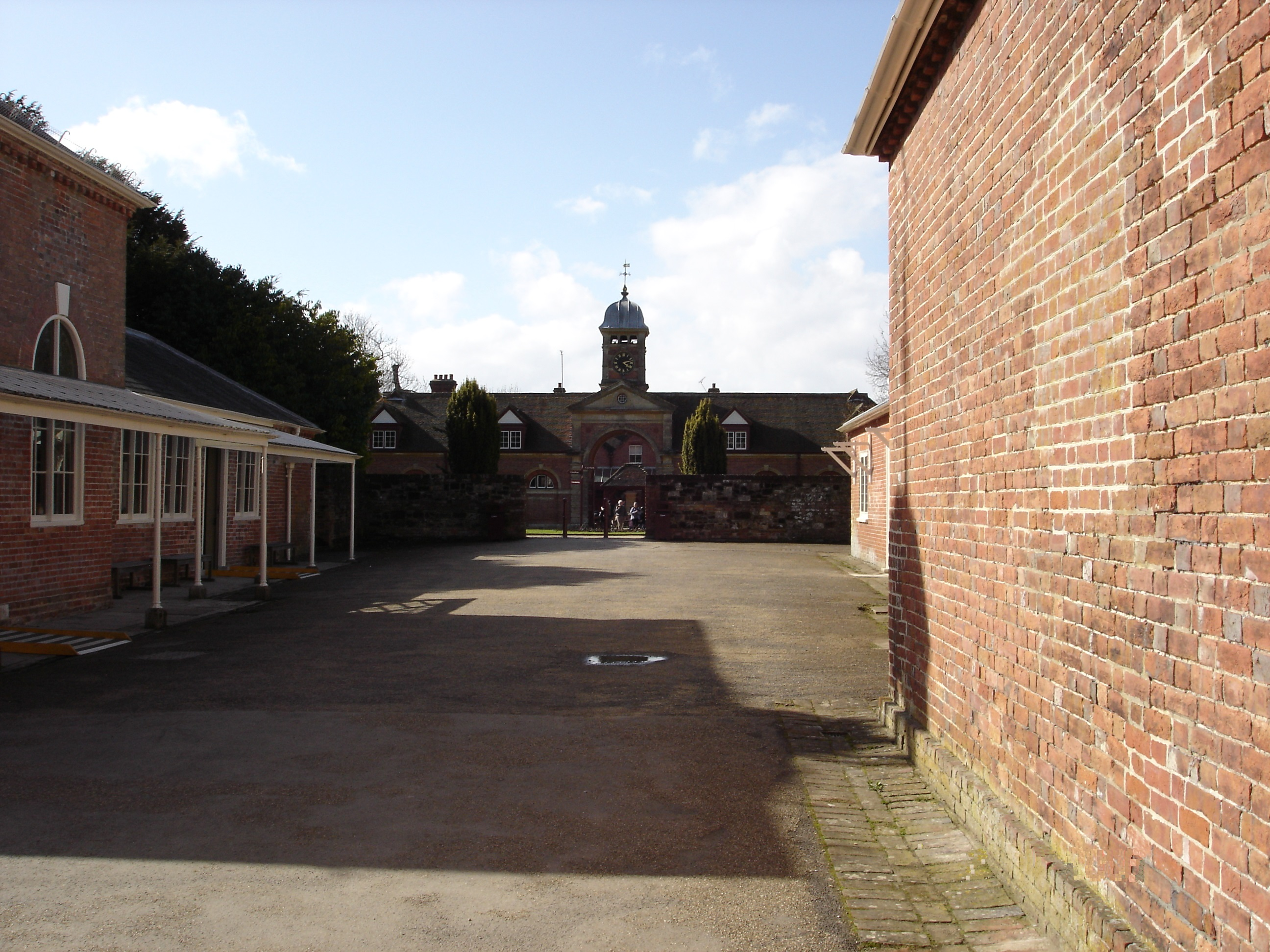
Cozinhas, lavandarias e estábulos de Kingston Lacy

O actual aspecto do palácio deve-se a dois ilustres membros da dinastia Bankes: Sir Henry Bankes, o Jovem, e o seu filho, o aventureiro William John. O primeiro, com o seu arquitecto, Robert Furze Brettingham, remodelou o edifício na década de 1780. Os seus trabalhos na biblioteca e no salão resistiram às múltiplas modificações posteriores. Além disso, foi eliminado o jardim geométrico existente para dar lugar ao parque actual. Na década de 1820 fez algumas alterações menores, antes de se tornar deputado pelo rotten borough de Corfe. Henry Bankes foi um curador do British Museum e as suas alegações no parlamento assim como algumas das suas colecções, em tempos no palácio, residem agora naquele museu William Pitt, o Novo, e o Duque de Wellington estiveram uma vez em Kingston Lacy enquanto convidados de Henry Bankes.
Entre 1835 e 1841, Sir William John Bankes, filho de Henry Banks, prosseguiu os afãs construtivos no palácio, encomendando ao arquitecto Sir Charles Barry uma reorganização ao gosto dos palácios venezianos. Bankes e Barry haviam-se conhecido durante uma visita ao templo de Abul-Simbel, no Egipto. Barry revestiu o tijolo com pedra, adicionou uma alta chaminé em cada esquina e reduziu o piso térreo num dos lados, expondo o nível da cave e formando uma nova entrada principal. Em tais obras, foi ainda construída uma cúpula e uma escadaria em mármore.

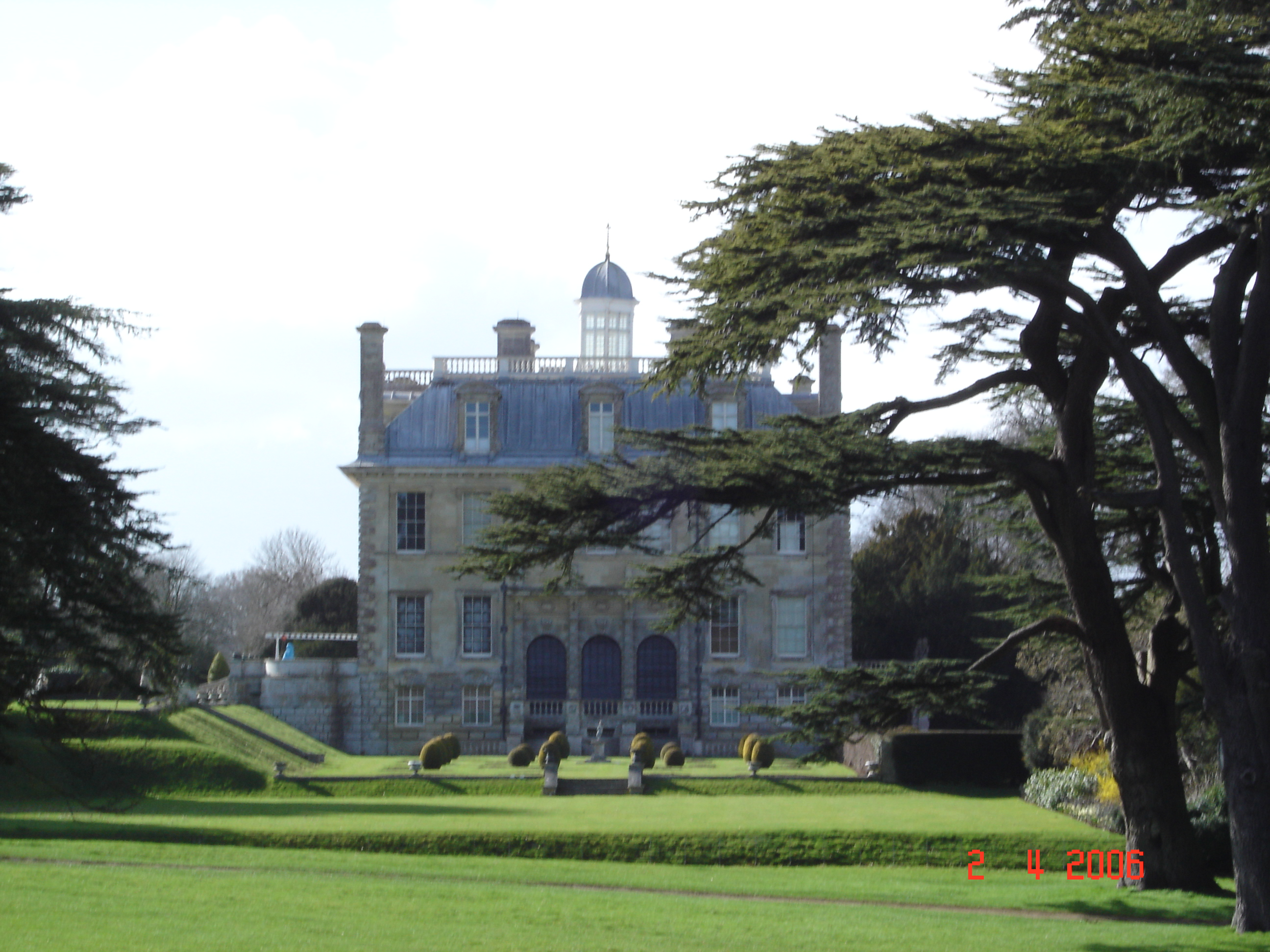
Fachada leste de Kingston Lacy

William Bankes forneceu a maior parte das antiguidades que, actualmente, constituem as colecções da casa. Este proprietário de Kingston Lacy foi um pioneiro na exploração de terras remotas, tendo viajado Médio Oriente e pelo Oriente. Reuniu a maior colecção individual de antiguidades egípcias no mundo, que agora se exibem na "Sala Egípcia". A mais notável é o grande obelisco de Filas que ele trouxe da ilha e que, agora, se ergue proeminentemente nos terrenos do palácio. Esta conjunto é o único daquela época que subsiste intacto numa residência senhorial.

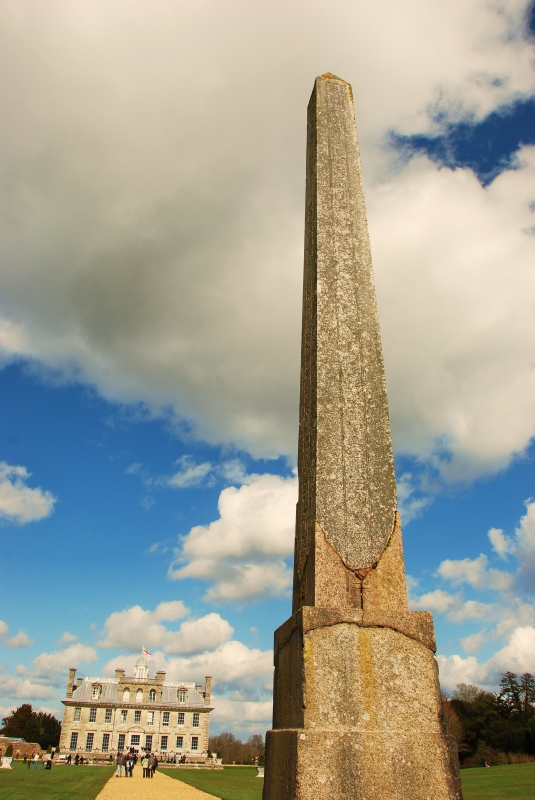
O obelisco de Filas erguido nos terrenos da residência

O interesse pelo Egipto não fez diminuir em Sir William John Bankes o seu afã por cuidar e realçar o seu palácio rural. Passou o resto da sua vida promovendo melhoras no edifício, como prova a chamada "Sala Espanhola", com um tecto em madeira dourada e pinturas procedentes de Veneza. Foram necessários 20 anos para terminá-la. O protagonismo de Espanha no palácio explica-se pelo facto de Sir William John ter participado na Guerra da Independência Espanhola contra Napoleão Bonaparte, tendo reunido importantes pinturas espanholas durante esses anos.
A propriedade mostra-se actualmente tal como ficou na época eduardiana, reflectindo a influência de Sir Walter Ralph Bankes e da sua esposa, Henrietta.
O último proprietário de Kingston Lacy, Henry John Ralph Bankes, era neto em sétimo grau do criador original, Sir Ralph Bankes. Aquando da sua morte, em 1981, legou a propriedade de Kingston Lacy - não só o palácio e o jardim, mas também um amplo parque em estado natural, doze granjas que continuam activas o Corfe Castle - ao National Trust, o maior legado que a instituição havia recebido até àquela data. Desde o legado de Kingston Lacy ao National Trust, fizeram-se trabalhos para recuperar elementos danificados ou perdidos, como é o caso de um jardim japonês.
Não muito longe do palácio, encontra-se o forte de Bradbury Hills, cuja origem remonta à Idade do Ferro. Ali crescem catorze variedades de orquídeas.

## Colecções

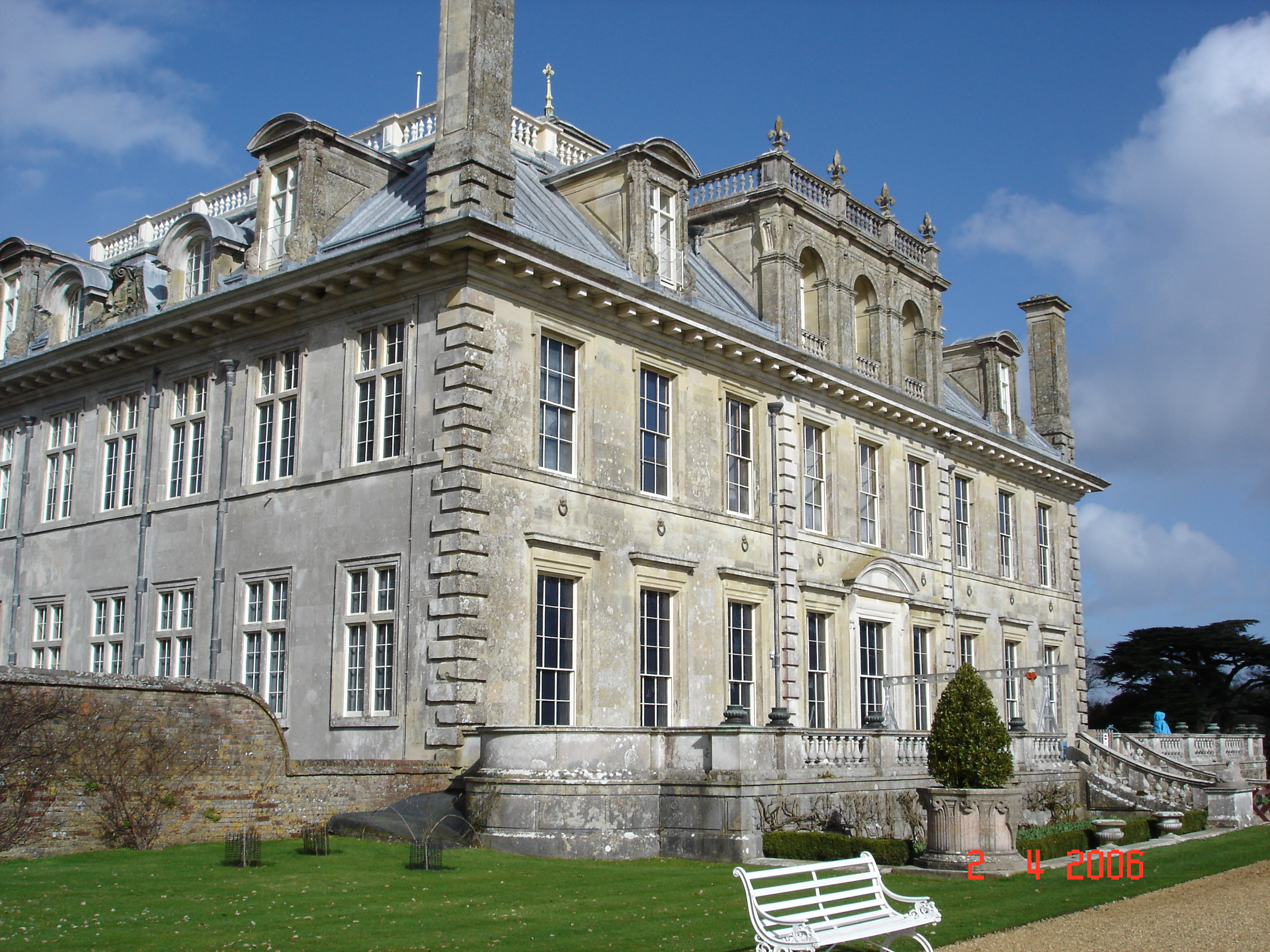
Kingston Lacy visto de sudoeste

Kingston Lacy é famoso pela sua sumptuosa decoração e pelas importantes colecções de belas artes e antiguidades reunidas por muitas gerações da família Bankes. Entre as suas salas destaca-se a chamada Sala Espanhola, assim designada devido às pinturas de Murillo que estão ali penduradas. Possui um tecto decorado ao estilo dos palazzi venezianos e as paredes estão cobertas de couro com aplicações douradas. Esta divisão foi recentemente restaurada, com um custo que ascendeu a várias centenas de milhares de libras e a duração de cinco anos. Outra importante colecção inclui retratos da família reunidos ao longo de mais de 400 anos. Outras obras de arte incluem trabalhos de Rubens (Retrato de Maria Serra Pallavicino), Van Dyck, Ticiano e Brueghel.
O juízo de Salomão, pintura juvenil inacabada de Sebastiano del Piombo, domina a sala de refeições.

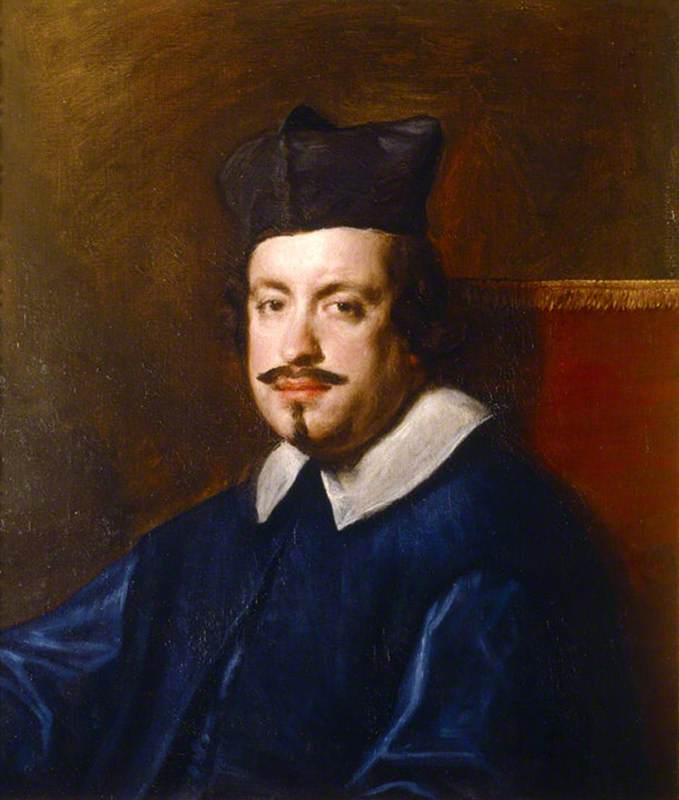
Retrato del cardenal Camillo Massimi, pintura de Velázquez exposta na Sala Espanhola de Kingston Lacy

Há que destacar a presença de Velázquez, com o Retrato del cardenal Camillo Massimi, um dos retratos que pintou em Roma durante a sua segunda permanência (1649-1651). Exibe-se, ainda assim, uma versão reduzida de Las Meninas, que alguns especialistas insistem em considerar autêntica do artista e um possível modelo prévio para o quadro definitivo, agora exposto no Museo do Prado. No entanto, a convicção maioritária aponta para a possibilidade de se tratar duma cópia, talvez do século XVIII.
A par com a Sala Espanhola, a biblioteca é a mais atmosférica das salas, contendo nas suas paredes as gigantescas chaves do destruído Corfe Castle, evolvidas a Mary Bankes depois da sua defesa ao castelo durante a Guerra Civil. O tecto da biblioteca está decorado com um afresco em jeito de luminária, com o título A separação do dia e da noite pintado por Guido Reni. Procede dum palácio italiano de Bolonha; foi arrancado e montado sobre tela. Os Bankes adquiriram-no em 1841, mas não era fácil de colocar devido ao seu grande tamanho (4,5 x 4 metros), tendo passado por diversos salões do edifício. Foi recuperado em 2006, depois de ter permanecido quarenta anos enrolado.
O quarto de aparato é extremamente ornado e acolheu importantes convidados, como o Kaiser Guilherme II da Alemanha, que esteve neste palácio com a sua família durante uma semana, em 1907. A escadaria principal é lindamente esculpida em pedra e apresenta três enormes estátuas que olham para os jardins a partir dos seus lugares. Estas, representam Sir John Bankes e Lady Bankes, os defensores do Corfe Castle, e o seu patrono, Carlos I.
Kingston Lacy alberga, ainda, a maior colecção privada de objectos egípcios na Grã-Bretanha.
No interior da propriedade existem o Badbury Rings (uma colina fortificada da Idade do Ferro) e a estrada romana que ligava Dorchester a Sorvioduno. Arquitectonicamente, existem vários portais em pedra que se erguem nas entradas da Herdade de Lacy. O palácio e os jardins estão abertos ao público, tendo recebido em 2006 mais de 180.000 visitantes.